# Policne
Policne es el nombre de un antiguo asentamiento de la Antigua Grecia situado en la región de Megáride. 
Se conoce únicamente por un pasaje de Estrabón que señala que los habitantes de Megara, que tenían rivalidad con los de Atenas con respecto a la isla de Salamina, hacían una parodia de varios versos de la Ilíada de Homero, en la que decían que los referidos al contingente de Salamina debían decir:

Áyax trajo naves de Salamina y de Policne

de Egirusa, de Nisea y de Trípodes.